# 뤼팽 (드라마)
"뤼팽"(프랑스어: Lupin)은 프랑스의 드라마이다.

## 출연
- 오마르 시 - 아산 디오프 역
- 뤼디빈 사니에 - 클레어 역
- 클로틸드 엠 - 줄리엣 펠레그리니 역